# St. Martin bei Lofer
St. Martin bei Lofer je obec v okrese Zell am See ve spolkové zemi Salcbursko v Rakousku. Nachází se u městyse Lofer a leží v údolí řeky Saalach.

## Galerie

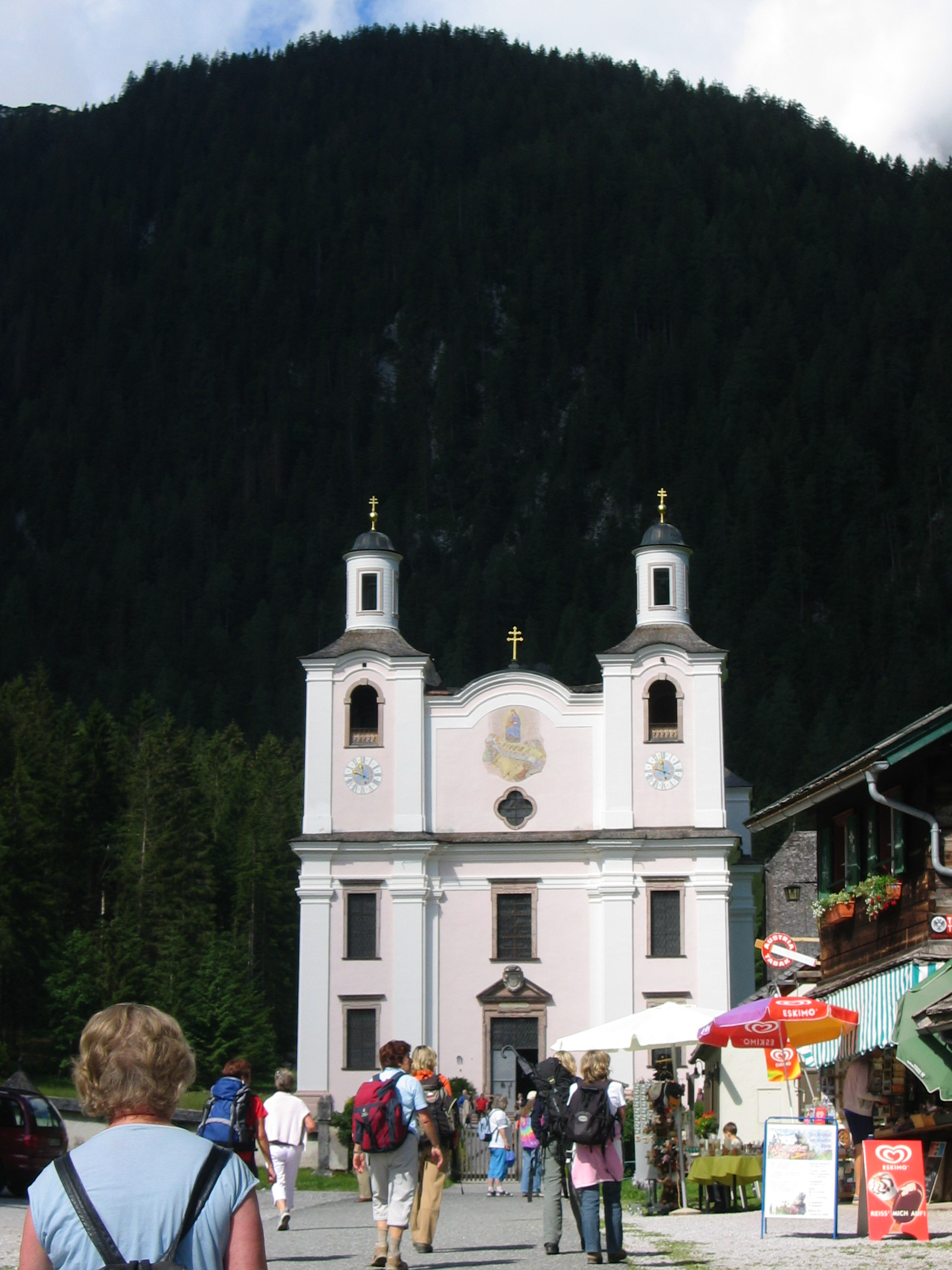
Kostel Maria Kirchenthal
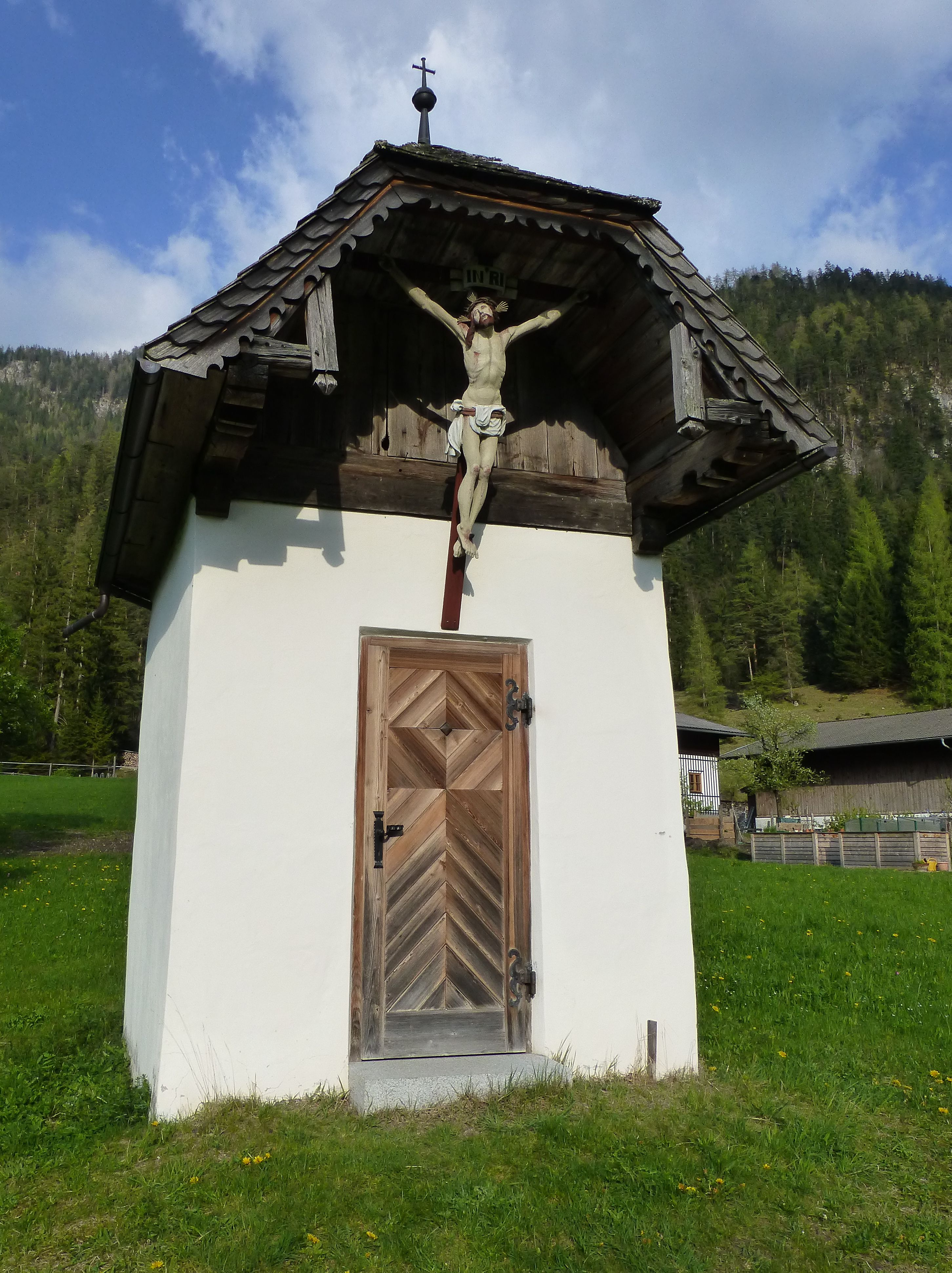
Kaple ve St. Martinu